# Świebodzice
Świebodzice este un oraș în Polonia.